# 日本革命的共产主义者同盟（第四国际日本支部）
日本革命的共产主义者同盟（第四国际日本支部）（日语：日本革命的共産主義者同盟（第四インターナショナル日本支部））是日本历史上的一个托洛茨基主义组织。1958年7月，发生“革共同第一次分裂”，分裂出以太田龙为首“太田派”；8月，太田派建立日本托洛茨基主义同志会；12月，日本托洛茨基主义同志会改组为国际主义共产党。1965年，国际主义共产党改组为日本革命的共产主义者同盟（第四国际日本支部）。该组织是第四国际的支部。1967年，该组织分裂出第四国际日本支部（布尔什维克列宁主义派）。1989年，该组织分裂出第四国际日本支部全国协议会（国际主义劳动者全国协议会的前身）。1991年，该组织因为内部就“性差别问题”产生严重分歧，被第四国际联合书记处取消支部资格，遂改组为“日本革命的共产主义者同盟 (JRCL)”。